# Херент
Херент (нід. вимова: [ˈɦeːrənt]) — муніципалітет у бельгійській провінції Фламандський Брабант. До складу муніципалітету входять села та колишні муніципалітети власне Херент, Велтем-Бейсем і Вінкселе. На 1 січня 2016 року загальна чисельність населення Херента становила 21 213 осіб. Загальна площа 32,73 км², а щільність населення 648 жителів на км². Нинішній мер (станом на 2018 рік) — Астрід Поллерс.

## Школи
- Католицькі школи: De Kraal & Pastoor De Clerckschool[3]
- Офіційні школи: De Bijenkorf (фламандська громада) і Toverveld (муніципальна)[3]

## Галерея зображень

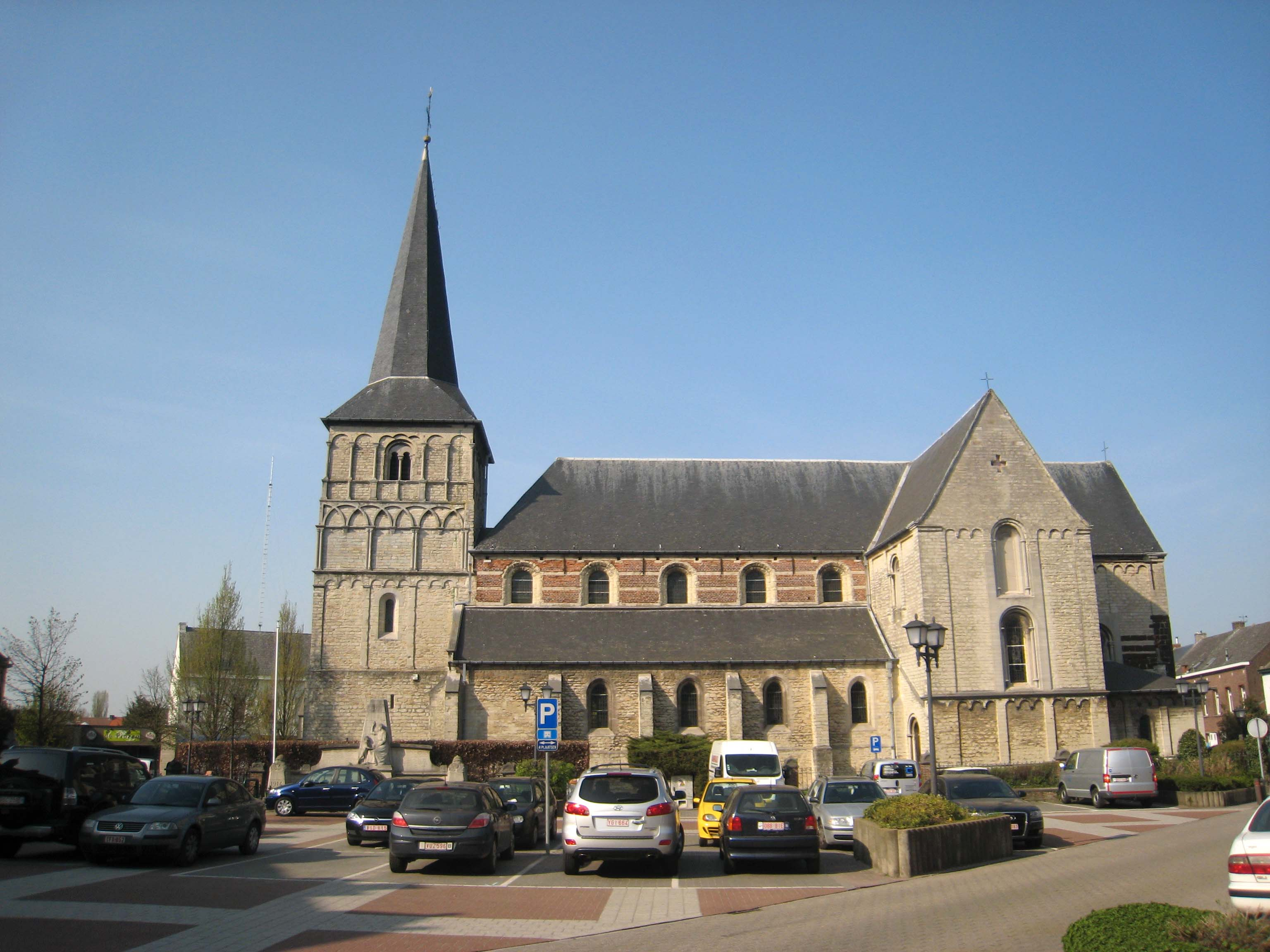
Церква в центрі міста Херент
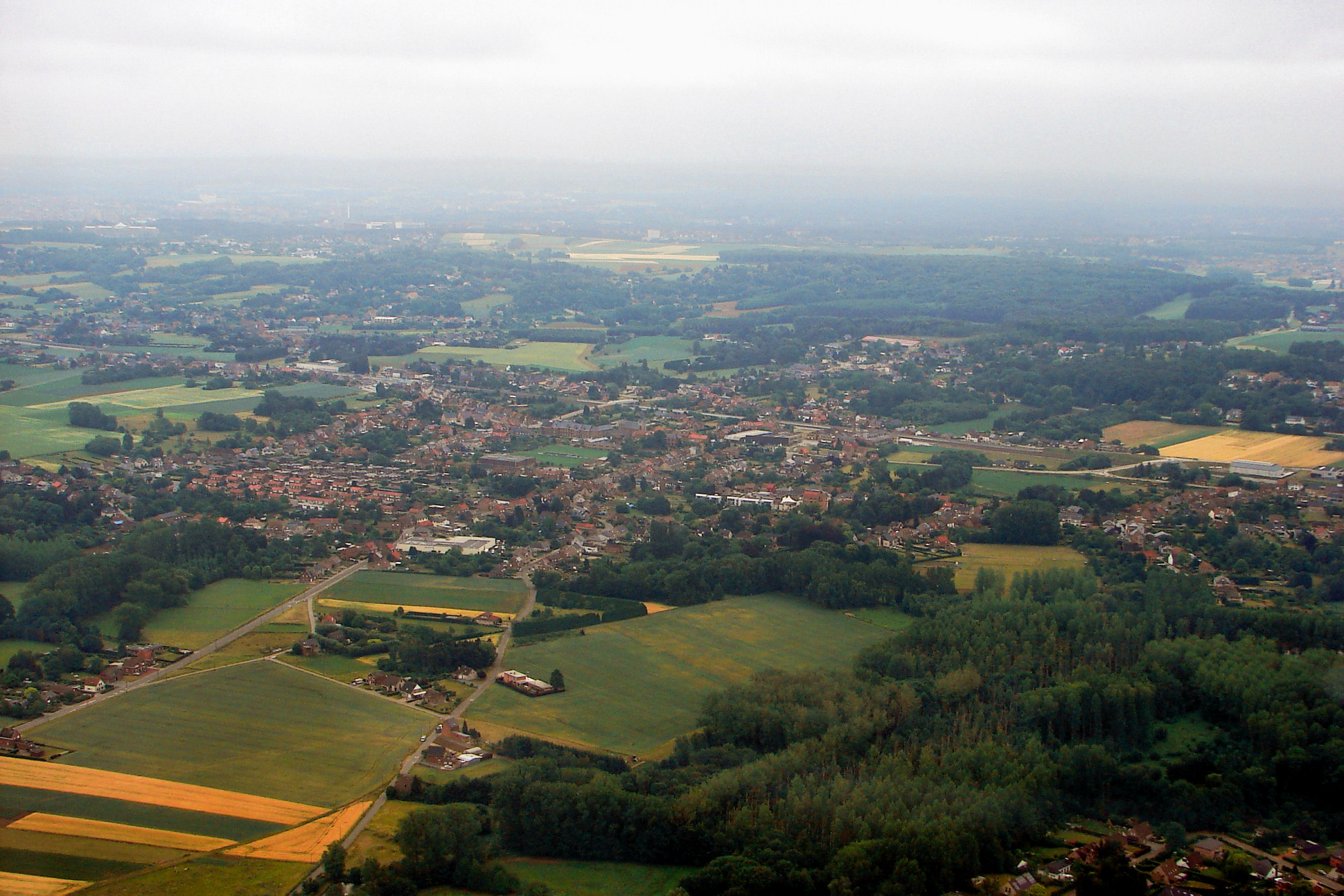
Вид на Вельтем-Бейсем